# Вернон (Іллінойс)
Вернон (англ. Vernon) — селище (англ. village) в США, в окрузі Меріон штату Іллінойс. Населення — 103 особи (2020).

## Географія
Вернон розташований за координатами 38°48′5″ пн. ш. 89°5′23″ зх. д. / 38.80139° пн. ш. 89.08972° зх. д. (38.801401, -89.089586).  За даними Бюро перепису населення США в 2010 році селище мало площу 2,36 км², уся площа — суходіл.

## Демографія
Згідно з переписом 2010 року, у селищі мешкало 129 осіб у 59 домогосподарствах у складі 34 родин. Густота населення становила 55 осіб/км².  Було 77 помешкань (33/км²).
Расовий склад населення:
| - 100,0 % — білих |

До двох чи більше рас належало 0,0 %. Частка іспаномовних становила 1,6 % від усіх жителів.
За віковим діапазоном населення розподілялося таким чином: 19,4 % — особи молодші 18 років, 55,8 % — особи у віці 18—64 років, 24,8 % — особи у віці 65 років та старші. Медіана віку мешканця становила 45,3 року. На 100 осіб жіночої статі у селищі припадало 89,7 чоловіків;  на 100 жінок у віці від 18 років та старших — 108,0 чоловіків також старших 18 років.
Середній дохід на одне домашнє господарство  становив 37 167 доларів США (медіана — 29 375), а середній дохід на одну сім'ю — 37 297 доларів (медіана — 27 500). За межею бідності перебувало 31,0 % осіб, у тому числі 48,1 % дітей у віці до 18 років та 10,0 % осіб у віці 65 років та старших.
Цивільне працевлаштоване населення становило 27 осіб. Основні галузі зайнятості: освіта, охорона здоров'я та соціальна допомога — 29,6 %, мистецтво, розваги та відпочинок — 18,5 %, виробництво — 14,8 %.